# Смертенко Петро Семенович
Петро Семенович Смертенко (6 грудня 1948 року, місто Київ) — радянський та український науковець-фізик, фахівець у галузі інновацій та євроінтеграції.
Автор методик електрофізичної діагностики напівпровідникових структур та приладів. Кандидат фізико-математичних наук (1982). Старший науковий співробітник Інституту фізики напівпровідників ім. В.Є. Лашкарьова Національної академії наук України. Національний координатор європейсько інноваційної науково-технічної програми EUREKA (1999-2011). Лауреат державної премії України в галузі науки і техніки (1988).

## Біографія
Народився в сім'ї службовця у місті Києві. Батько був художником-оформлювачем. Мати була домогосподаркою. 
Вчився у київських школах № 10 та № 20, закінчив музичне училище ім. Р.М. Гліера по класу баяна. У 1972 році закінчив Київський політехнічний інститут. З 1968 року працює в Інстутні фізики напівпровідників ім. В.Є. Лашкарьова Національної академії наук України, спочатку у секторі мікроелектроніки, згодом (з 1980 р.) у відділенні оптоелектроніки. З 1972 по 1973 рік служив у лавах Радянської армії. У 1982 році захистив кандидатську дисертацію на тему "Вплив контактів на струмопроходження в широкозонних напівпровідниках", керівник Олександр Зюганов. 
Учений секретар української Ради з Оптоелектроніки (1985-1987), Учений секретар Відділення оптоелектроніки Інституту фізики напівпровідників м. В.Є. Лашкарьова (1987-1999), Разом з В.О. Кочелапом засновник та виконавчий секретар нового Міжнародного журналу "Semiconductor Physics, Quantum Electronics and Optoelectronics" (1998), Національний координатор європейської інноваційної науково-технічної програми EUREKA (European Research Coordination Agency, 1999-2011). Привів Україну до повноправного членства у цій програмі у 2006 році. Старший виконавчий редактор журналу "Semiconductor Physics, Quantum Electronics and Optoelectronics" (з 2017 року).
Лауреат державної премії України в галузі науки і техніки (1988).
Наукова діяльність спрямована на кілька напрямків:
- процеси переносу заряду у напівпровідникових та органічних матеріалах та структурах на їх основі;
- дослідження процесів інжекції та рекомбінації, переносу заряду, впливу контактів на основні характеристики фоточутливих та світло випромінюючих структур;
- застосування методу безрозмірної чутливості до обробки експериментальних даних та моделювання фізичних процесів на його основі;
- електрофізична діагностика напівпровідникових матеріалів (por-Si, GaAs, GaN, ZnO, CdS, CdSe, CdHgTe), гетеро- та гібридних структур (CdHgTe-Si, органіка-Si, органіка-CdS) та приладів (сонячних елементів, фоторезисторів, світловипромінюючих структур).
- аналіз, діагностика, моделювання та прогнозування фізичних процесів у різних об’єктах;
- апаратура та методи контролю за УФ-випромінюванням природних та штучних джерел.

Додатковий інтерес: євроінтнграція, управління інноваційними проектами, трансфер технологій та практичні інновації.
П.С. Смертенко є співавтором більше ніж 150 статей та 30 авторських свідоцтв СРСР, патентів України та Росії, 7 книг щодо європейських механізмів інновацій.

## Сім'я
Дружина — Олександра Власівна Смертенко (до шлюбу Силівончик) (20 липня 1947).
Син — Андрій Петрович (нар. 1970), кандидат біологічних наук.
Онук — Ілля (нар. 1994).
Онука — Дарія (нар. 1999).